# Veronica macrostemon
Veronica macrostemon är en grobladsväxtart. Veronica macrostemon ingår i släktet veronikor, och familjen grobladsväxter.

## Underarter
Arten delas in i följande underarter:
- V. m. luetkeana
- V. m. macrostemon